# Clara Cambray i Àlvarez
Clara Cambray i Àlvarez   (Mataró, 1995) és una jugadora de waterpolo catalana que exerceix com a capitana del Centre Natació Mataró, el seu club de tota la vida amb el qual va ser subcampiona d'Europa el 2023 en una gran final contra el Club Natació Sabadell (8-9).

## Palmarès
- 1 Copa LEN de waterpolo femenina (2016)[4]
- 2 Lligues espanyoles (2020, 2024)[5]
- 2 Copes de la Reina (2016, 2022)
- 3 Supercopes d'Espanya (2019, 2021, 2022)
- 2 Copes Catalunya (2021, 2023)